# Prevoje pri Šentvidu
Prevoje pri Šentvidu este o localitate din comuna Lukovica, Slovenia, cu o populație de 689 de locuitori.

## Personalități născute aici
- Viktor Avbelj (1914 - 1993), partizan iugoslav, fost președinte al Sloveniei.